# HD 97413
HD 97413 är en ensam stjärna belägen i den mellersta delen av stjärnbilden Kentauren. Den har en  skenbar magnitud av ca 6,27 och kräver åtminstone en handkikare för att kunna observeras. Baserat på parallax enligt Gaia Data Release 2 på ca 11,1 mas, beräknas den befinna sig på ett avstånd på ca 294 ljusår (ca 90 parsek) från solen.

## Egenskaper
HD 97413 är en blå till vit stjärna i huvudserien av spektralklass A1 V. Den har en radie som är ca 2,4 solradier och har ca 21 gånger solens utstrålning av energi från dess fotosfär vid en effektiv temperatur av ca 8 100 K.